# Cleistochloa rigida
Cleistochloa rigida är en gräsart som först beskrevs av Stanley Thatcher Blake, och fick sitt nu gällande namn av Clayton. Cleistochloa rigida ingår i släktet Cleistochloa, och familjen gräs. Inga underarter finns listade i Catalogue of Life.